# Третя поправка до Конституції США

Білль про права

Третя поправка до Конституції США (англ. Third Amendment to the United States Constitution) набула чинності 15 грудня 1791 року і була частиною Білля про права. Вона забороняє квартирування солдатів без згоди власників будинку у мирний час. Поправка була запропонована у зв'язку з поширеною практикою квартирування британських солдатів у будинках колоністів під час колоніального панування Британської імперії над американськими землями. Така практика була закріплена Актом про постій 1765 року.

## Текст поправки
| У мирний час жоден солдат не повинен квартирувати в будь-якому будинку без згоди на це власника; під час війни таке розквартирування може відбуватися лише у встановленому законом порядку. Оригінальний текст (англ.) No Soldier shall, in time of peace be quartered in any house, without the consent of the Owner, nor in time of war, but in a manner to be prescribed by law. |

## Передумови прийняття поправки
Текст Третьої поправки був запозичений із англійського Білля про права 1689 року, у якому йдеться про те, що «останній король Яків II…набирав і утримував в межах Королівства у мирний час постійну армію без згоди Парламенту і розміщав солдатів на постій супроти закону» та забороняється незаконний постій солдатів у мирний час.
У 1765 році британський парламент прийняв Акт про постій (англ. Quartering Act), за яким американські колонії повинні були оплачувати перебування там британських солдатів. Крім того, якщо у казармах не вистачало місця для солдатів, колоністи повинні були забезпечити для них проживання у приватних готелях, корчмах і тавернах. 1774 року, після Бостонського чаювання, був прийнятий новий акт, який дозволяв постій британських солдатів навіть у приватних будинках колоністів. Цей документ став однією з причин революції.
У Декларації незалежності США квартирування солдатів у приватних будинках було вказано однією з причин проголошення незалежності: «Він [Король Георг III] розквартировував серед нас велику кількість озброєного війська».
Згодом, після утвердження Конституції США, виникла необхідність у прийнятті певних поправок, які склали Білль про права. Одним з найважливіших пунктів політичні діячі вважали саме Третю поправку. Згодом до неї були запропоновані певні уточнення, зокрема необхідно було визначити, що слід вважати війною і хто саме має право видавати закони, що визначають умови розквартирування солдатів під час війни.

## Трактування поправки
Третя поправка є однією з таких, що викликають найменше суперечок. Майже немає пов'язаних з нею прецедентів. Це пояснюється тим, що на території США проходило не дуже багато воєн.